# Gontscharka
Gontscharka (russisch Гончарка) ist ein Dorf (possjolok) in Südrussland. Es gehört zur Republik Adygeja und hat 1498 Einwohner (Stand 2019). Im Ort gibt es 21 Straßen.

## Geographie
Das Dorf im Südwesten des Giaginski Rajon, 12 km südwestlich des Dorfes Giaginskaja, 7 km östlich der Stadt Beloretschensk und 30 km nordwestlich der Stadt Maikop. Beloretschensk, Stepnoi, Giaginskaja und Tscherjomuschkin sind die nächsten Siedlungen.